# Oskar Thierbach
Oskar Thierbach (Dresden, 11 de desembre de 1909 - Leipzig, 30 de novembre de 1991) va ser un ciclista alemany que fou professional entre 1930 i 1939 i entre 1947 i 1948. Va prendre part en sis edicions del Tour de França, destacant la 7a posició final aconseguida el 1932.

## Palmarès
- 1929
  - 1r a la Volta a Hongria
- 1930
  - Vencedor d'una etapa a la Volta a Alemanya
- 1937
  - Vencedor d'una etapa a la Volta a Alemanya
- 1939
  - Vencedor d'una etapa a la Volta a Alemanya

### Resultats al Tour de França
- 1930. 13è de la classificació general
- 1931. 11è de la classificació general
- 1932. 7è de la classificació general
- 1933. 23è de la classificació general
- 1935. 10è de la classificació general
- 1937. 14è de la classificació general